# Ceri(IV) oxide
Ceri(IV) Oxide, còn được gọi dưới nhiều cái tên khác là Ceric Oxide, Ceric dioxide, là một Oxide của kim loại Ceri, một kim loại thuộc nhóm đất hiếm. Hợp chất này có công thức hóa học được quy định là CeO2 và tồn tại ở dạng bột màu vàng nhạt. Nó cũng là một hóa chất có tính thương mại cao, là một sản phẩm thương mại quan trọng và là chất trung gian trong việc tinh chế nguyên tố từ quặng.

## Sản xuất
Ceri có trong tự nhiên trong một hỗn hợp với các nguyên tố đất hiếm khác trong quặng chính của nó là bastnaesit và monazit. Sau khi tách các ion kim loại thành dung dịch nước, Ce được tách tách ra khỏi hỗn hợp đó bằng cách thêm vào một chất oxy hóa và điều chỉnh độ pH dung dịch. Bước này khai thác độ hòa tan thấp của CeO2 và thực tế là các nguyên tố đất hiếm khác đều chống lại tính oxy hóa.
Ceri(IV) Oxide được hình thành bởi quá trình nung nóng Ceri(III) oxalat hoặc Ceri(III) hydroxide. Ngoài Ceri(IV) Oxide, Ceri còn có loại Oxide khác là Ceri(III) Oxide, có công thức hóa học Ce2O3, không ổn định và bị oxy hóa thành Ceri(IV) Oxide.

## Nghiên cứu

### Tách nước
Chu trình Ceri(III) Oxide-Ceri(IV) Oxide, còn được gọi là chu trình CeO2/Ce2O3 là một quá trình tách nước hóa học hai bước dựa trên Ceri(IV) Oxide và Ceri(III) Oxide để sản xuất hydro.